# Mathias Sorgho
Mathias Sorgho (* 11. September 1987) ist ein Radrennfahrer aus Burkina Faso.
Seine größten Karriereerfolge feierte Sorgho in seinem Heimatland: Im Jahr 2015 wurde er Gesamtwertungsdritter der Tour du Faso, bei der er im nächsten Jahr eine Etappe und damit sein erstes internationales Radrennen gewann. Er wurde 2017 Landesmeister im Straßenrennen und wurde wiederum Gesamtdritter der Tour du Faso. Nach einem Sieg auf der 4. Etappe übernahm er die Führung der Tour du Faso 2018 und gewann die Rundfahrt mit 13 Sekunden Vorsprung. Im nächsten Jahr gewann er bei derselben Rundfahrt wiederum eine Etappe.

## Erfolge
2016
- eine Etappe Tour du Faso

2017
- Burkina Fasos-Meister – Straßenrennen

2018
- Gesamtwertung und eine Etappe Tour du Faso

2019
- eine Etappe Tour du Faso